# 原田源三郎
原田 源三郎（はらだ げんざぶろう、1904年2月16日 - 1995年11月2日）は、日本の工学者、実業家。日本磁力選鉱の創業者。

## 人物
現在の福岡県北九州市出身。明治専門学校（現九州工業大学）工学部電気工学科卒業後、九州帝国大学（現九州大学）で冶金を専攻。
大学卒業後は特殊合金、大倉鉱業、満洲本渓湖特殊鋼等で鉄鉱石に関する研究活動に従事、原料鉱石等の処理技術を習得。さらに、昭和19年（1944年）原料処理に欠かせない「原田式交流磁選機」を開発。これらの業績により、戦後、八幡製鐵所の高炉ガス灰処理研究を製鐵所から依頼され、ガス灰処理技術での事業化の確信を得て、昭和24年（1949年）日本磁力選鉱を設立。原田式交流磁選機を使用した工場を八幡製鐵所構内に建設し、同年に操業を開始した。創業当初から、鉄資源のリサイクルに先駆的に取り組む。資源の再利用、再開発を企業活動の基本理念として、選鉱技術を開発し、その技術を駆使して鉄鋼スラグなどを処理し、省資源に大きく貢献して着実な業績を収め安定した経営を続けた。
その功績は高く評価され、昭和33年（1958年）紫綬褒章、昭和49年（1974年）勲四等旭日小綬章を拝受。昭和57年（1982年）九州・山口経済貢献財団より第9回経営者賞受賞した。
平成7年（1995年）11月2日、肺炎のため死去（満91歳）。翌年、生前の功績を称え、同氏の胸像が作られ、現在本社玄関ホールに置かれている。

## 受賞歴
- 1958年 - 紫綬褒章受章
- 1974年 - 勲四等旭日小綬章受章
- 1982年 - 九州・山口経済貢献財団より第9回経営者賞受賞

## 参考資料
- 日本磁力選鉱株式会社
- 北九州イノベーションギャラリー